# Rio Água Branca
Rio Água Branca är ett vattendrag i Brasilien.   Det ligger i delstaten Paraná, i den södra delen av landet, 1 100 km söder om huvudstaden Brasília.
I omgivningarna runt Rio Água Branca växer huvudsakligen savannskog. Runt Rio Água Branca är det glesbefolkat, med 9 invånare per kvadratkilometer.